# El clan dels irlandesos
El clan dels irlandesos (títol original: State of Grace) és una pel·lícula policíaca estatunidenca de Phil Joanou estrenada l'any 1990. Ha estat doblada al català.

## Argument
Terry Noonan torna després de diversos anys d'absència al barri de Hell's Kitchen, de Nova York i feu dels Irlandesos. Troba els seus vells camarades en plena guerra amb la màfia italo-americana que amenaça la comunitat irlandesa.

## Repartiment
- Sean Penn: Terry Noonan
- Ed Harris: Frankie Flannery
- Gary Oldman: Jackie Flannery
- Robin Wright: Kathleen Flannery
- John C. Reilly: Stevie
- John Turturro: Nick
- Joe Viterelli: Borelli
- R. D. Call: Pat Nicholson
- Burgess Meredith: Finn
- Deirdre O'Connell: Irène
- Marco St. John: Jimmy Cavello
- Jaime Tirelli: Alvarez
- Mo Gaffney: Maureen
- John MacKay: Raferty
- James Russo: DeMarco (no surt als crèdits)

## Al voltant de la pel·lícula
- Encara que només va tenir un èxit comercial limitat per la seva fluixa explotació, Els Àngels de la nit va obtenir els elogis de la critica, amb un 87 % de comentaris positius en el lloc Rotten Tomatoes i 7,2 sobre 10 en el lloc Internet Movie Database.